# Eleccions al Parlament de les Illes Balears de 2011
Les Eleccions al Parlament de les Illes Balears de 2011 que donaren lloc a l'inici de la VIII legislatura, es van celebrar el 22 de maig de 2011, en el marc de les Eleccions autonòmiques d'Espanya de 2011.

## Candidatures
Totes les candidatures varen ser presentades a la Junta Electoral escaient per a la seva aprovació. Finalment, es publicaren al Butlletí Oficial de les Illes Balears (BOIB). En negreta, el candidat a la presidència del Parlament de les Illes Balears

### Candidatures presents al Parlament de les Illes Balears
| Candidats per Circumscripcions |                         |                              |                        |                          | |
| Partit | Eivissa                 | Formentera                   | Mallorca               | Menorca                  | Observacions |
| Partit Popular de Balears (PP) | Pere Palau Torres       | Juan Manuel Costa Escanellas | José Ramón Bauzà Díaz  | Santiago Tadeo Florit    | Sa Unió (SUF): Coalició del PP de Formentera amb GUIF                                                                                            |
| Partit Socialista Obrero Espanyol (PSIB-PSOE) | Xico Tarrés Marí        | Jaume Ferrer Ribas           | Francesc Antich Oliver | Joana Barceló Martí      | A Eivissa coalició PSOE-Pacte per Eivissa integrada per PSOE, Esquerra i Gent per Eivissa A Formentera coalició entre PSOE i Gent per Formentera |
| PSM - Entesa Nacionalista - Iniciativa Verds - Entesa per Mallorca (PSM-IV-ExM), Partit Socialista de Menorca (PSM Menorca), Entesa Nacionalista i Ecologista - Esquerra Nacionalista d'Eivissa (ENE) | Maurici Cuesta Labernia |                              | Gabriel Barceló Milta  | Joan Manel Martí Llufriu | |
| Esquerra Alternativa i Verda (EAiV) |                         |                              | Manel Carmona Casilda  | Jesús Barrasa Aceituno   | A Eivissa en coalició Eivissa pel Canvi |
| Convergència per les Illes (CxI) |                         |                              | Josep Melià Ques       |                          | UM se presenta refundada en Convergència per les Illes.                                                                                          |
| Eivissa pel Canvi (ExC) | Miquel Ramon Juan       |                              |                        |                          | Coalició d'Esquerra Unida, Els Verds i independents                                                                                              |
| Esquerra Republicana de Catalunya (ESQUERRA) | Esperança Marí Mayans   |                              | Joan Lladó Binimelis   |                          | A Eivissa amb coalició PSOE-Pacte per Eivissa |

### Candidatures sense presència al Parlament de les Illes Balears
| Candidats per Circumscripcions                             |                               |                    |                                |                                 |                                                            |
| Partit                                                     | Eivissa                       | Formentera         | Mallorca                       | Menorca                         | Observacions                                               |
| Agrupación Social Independiente (ASI)                      |                               |                    | Manuel Trinidad Mundilla Gomez |                                 |                                                            |
| Ciudadanos - Partido de la Ciudadania (C's)                |                               |                    | Salvador Fonolla Corro         |                                 |                                                            |
| Ciudadanos de Centro Democrático (CCD)                     |                               |                    | Bartomeu Cañellas Cardona      |                                 |                                                            |
| Ciudadanos en Blanco (CenB)                                |                               |                    | Aquiles Antonio Balle Blanes   | Guillermo Alonso De Armiño Erce |                                                            |
| Dissidents (Dissidents)                                    |                               |                    | Laura Camargo Fernández        |                                 |                                                            |
| Eivissa Sostenible (ESOS)                                  | Eduard Clavell González       |                    |                                |                                 |                                                            |
| Els Verds de Menorca                                       |                               |                    |                                | Oscar García Febrero            |                                                            |
| Familia y Vida (PFyV)                                      |                               |                    | Tomasa Calvo Sánchez           |                                 |                                                            |
| Lliga Regionalista de les Illes Balears (IB-LLIGA)         |                               |                    | Jaume Font Barceló             |                                 |                                                            |
| Movimiento Social Republicano (MSR)                        |                               |                    | Antonio Abraham Piña           |                                 |                                                            |
| Nova Alternativa (NA)                                      | Juan José Ferrer Martínez     |                    |                                |                                 | Coalició integrada per Alternativa Insular i Es Nou Partit |
| Partido Animalista Contra el Maltrato Animal (PACMA/ZAAAA) | Aïda Judith Cortecero Sánchez | Cesar Ayllon Gómez | Juan Gil Ferragut              | Violeta Colmenero Pérez         |                                                            |
| Partit Radical Balear (PRB)                                |                               |                    | Antonio Garcia Noguera         |                                 |                                                            |
| Partit Renovador d'Eivissa i Formentera (PREF)             |                               | Ángel Costa Marí   |                                |                                 |                                                            |
| Partit Illenc de ses Illes Balears (PIIB)                  |                               |                    | Juan Holgado Mena              |                                 |                                                            |
| Proyecto Liberal Español (P.LI.E)                          |                               |                    | Francisco Fernández Ochoa      |                                 |                                                            |
| Treballadors per la Democràcia (TB)                        |                               |                    | Pedro Feip Buades              |                                 |                                                            |
| Unificació Comunista d'Espanya (UCE)                       |                               |                    |                                | Adrià González Minaya           |                                                            |
| Unió des Poble de Ciutadella (UPCM)                        |                               |                    |                                | Antoni Femenías Mesquida        |                                                            |
| Unió Menorquina (UMe)                                      |                               |                    |                                | Félix Ripoll Pons               |                                                            |
| Unión Progreso y Democracia (UPyD)                         | José Segador Parra            |                    | Juan Luis Calbarro Morales     | Laura Mascaró Rotger            |                                                            |

## Sondejos
| Enquesta                                      | PP    | PSIB-PSOE | PSM-IV-ExM | CxI  | PSM Menorca | PSOE+GxF | SUF | UPyD | EAiV | Altres |
| --------------------------------------------- | ----- | --------- | ---------- | ---- | ----------- | -------- | --- | ---- | ---- | ------ |
| El Mundo(5/2010)                              | 49,6% | 33,3%     | 5,7%       | 2,9% | 0,7%        |          |     | 3%   |      | 4,3%   |
| Projecció d'escons                            | 32-36 | 21-24     | 2          |      | 1           |          |     |      |      |        |
| Ultima Hora(9/2010) Projecció d'escons        | 29    | 25        | 2          | 1    | 1           | 0        | 1   |      |      |        |
| Ultima Hora(12/2010) Projecció d'escons       | 29    | 24        | 3          | 1    | 1           | 1        | 0   |      |      |        |
| El Mundo(1/2011)                              | 54,6% | 27,4%     | 6,7%       | 3,3% | 0,8%        |          |     |      |      | 7,2%   |
| Projecció d'escons                            | 35-37 | 17-19     | 3          | 0-1  | 1           |          |     |      |      |        |
| Ultima Hora(2/2011) Projecció d'escons        | 30    | 25        | 2          | 1    | 0           | 1        | 0   |      |      |        |
| Ultima Hora(3/2011) Projecció d'escons        | 30-31 | 23        | 3          | 1    | 0-1         | 1        | 0   |      |      |        |
| El Mundo(4/2011)                              | 49,3% | 30%       | 9%         | 3,2% | 0,8%        |          |     |      |      | 8%     |
| Projecció d'escons                            | 33-34 | 19-21     | 4          | 0-1  | 1           |          |     |      |      | 1      |
| Diario de Mallorca(4/2011) Projecció d'escons | 30-31 | 24        | 3-4        |      |             | 1        |     |      |      |        |
| CIS(5/2011)                                   | 47,9% | 30,4%     | 6%         | 1,7% |             |          |     | 1,1% | 4,5% | 5,4%   |
| Projecció d'escons                            | 32-33 | 22-23     | 3          |      |             |          |     |      | 1    |        |

## Resultats
Els comicis varen donar els següents resultats:
| ← Eleccions al Parlament de les Illes Balears 22 de maig de 2011 → |         |       |        |      |
| Parlament de les Illes Balears                                     |         |       |        |      |
| Partit                                                             | Vots    | %     | Escons | Dif. |
| Partit Popular (PP)                                                | 194.680 | 46,37 | 35     | +7   |
| Partit Socialista de les Illes Balears (PSIB-PSOE)                 | 89.806  | 21,39 | 14     | -2   |
| PSOE-Pacte per Eivissa (PSOE-PACTE)                                | 12.691  | 3,02  | 4      |      |
| PSM – Iniciativa Verds – Entesa (PSM – IV – ExM)                   | 36.149  | 8,61  | 4      |      |
| Partit Socialista de Menorca (PSM-EN)                              | 3.719   | 0,89  | 1      |      |
| Gent per Formentera + PSOE (GxF + PSOE)                            | 1.900   | 0,45  | 1      | +1   |
| Lliga Regionalista de les Illes Balears (IB-LLIGA)                 | 12.313  | 2,93  |        |      |
| Convergència per les Illes (CxI)                                   | 11.922  | 2,84  |        | -3   |
| Esquerra Unida de les Illes Balears (EUIB)                         | 9.620   | 2,29  |        |      |
| Unión, Progreso y Democracia (UPyD)                                | 8.722   | 2,08  |        |      |
| Esquerra Republicana de Catalunya (ESQUERRA)                       | 5.323   | 1,27  |        |      |
| Ciudadanos en Blanco (CenB)                                        | 3.156   | 0,75  |        |      |
| Eivissa pel Canvi (ExC)                                            | 2.069   | 0,49  |        |      |
| Nova Alternativa (NOV-A)                                           | 1.754   | 0,42  |        |      |
| Partido Animalista Contra el Maltrato Animal (PACMA)               | 1.631   | 0,39  |        |      |
| Esquerra Unida (EM-EU)                                             | 1.564   | 0,37  |        |      |
| Sa Unió (SUF)                                                      | 1.352   | 0,32  |        | -1   |
| Agrupación Social Independiente (ASI)                              | 1.100   | 0,26  |        |      |
| Unió Menorquina (UMe)                                              | 967     | 0,23  |        |      |
| Eivissa Sostenible (ESOS)                                          | 902     | 0,21  |        |      |
| Ciutadans (C's)                                                    | 817     | 0,19  |        |      |
| Els Verds de Menorca (E.V.Me)                                      | 640     | 0,15  |        |      |
| Ciudadanos de Centro Democrático (CCD)                             | 625     | 0,15  |        |      |
| Eivissa Nacionalista Ecologista (ENE)                              | 566     | 0,13  |        |      |
| Coalició Treballadors per la Democràcia (TD)                       | 558     | 0,13  |        |      |
| Proyecte Liberal Espanyol (P.LI.E)                                 | 547     | 0,13  |        |      |
| Unió des Poble de Ciutadella (UPCM)                                | 508     | 0,12  |        |      |
| Dissidents (Dissidents)                                            | 473     | 0,11  |        |      |
| Partit Familia y Vida (PFyV)                                       | 444     | 0,11  |        |      |
| Partit Illenc de ses Illes Balears (PIIB)                          | 299     | 0,07  |        |      |
| Movimiento Social Republicano (MSR)                                | 298     | 0,07  |        |      |
| Partido Radical Balear (PRB+i)                                     | 200     | 0,05  |        |      |
| Partit Renovador d'Eivissa i Formentera (PREF)                     | 135     | 0,03  |        |      |
| Unificació Comunista d'Espanya (UCE)                               | 64      | 0,02  |        |      |

A part, es comptabilitzaren 12.282 vots en blanc.

## Resultats per circumscripcions

### Mallorca
| ← Eleccions al Parlament de les Illes Balears, Mallorca 22 de maig de 2011 → |         |       |        |             |
| Circumscripció de Mallorca (33 escons)                                       |         |       |        |             |
| Partit                                                                       | Vots    | %     | Escons | Dif.        |
| Partit Popular (PP)                                                          | 156.508 | 46,45 | 19     | +3          |
| Partit Socialista de les Illes Balears (PSIB-PSOE)                           | 79.551  | 23,61 | 10     | =           |
| PSM – Iniciativa Verds - Entesa (PSM – IV – ExM)                             | 36.149  | 10,73 | 4      | =           |
| Lliga Regionalista de les Illes Balears (IB-LLIGA)                           | 12.313  | 3,65  |        |             |
| Convergència per les Illes (CxI)                                             | 11.922  | 3,54  |        | -3 abans UM |
| Esquerra Unida de les Illes Balears (EUIB)                                   | 9.620   | 2,86  |        |             |
| Unión Progreso y Democracia (UPyD)                                           | 7.334   | 2,18  |        |             |
| Esquerra Republicana de Catalunya (ESQUERRA)                                 | 5.323   | 1,58  |        |             |
| Ciudadanos en Blanco (CenB)                                                  | 2.299   | 0,68  |        |             |
| Partido Animalista Contra el Maltrato Animal (PACMA)                         | 1.253   | 0,37  |        |             |
| Agrupación Social Independiente (ASI)                                        | 1.100   | 0,33  |        |             |
| Ciutadans (C's)                                                              | 817     | 0,24  |        |             |
| Ciudadanos de Centro Democrático (CCD)                                       | 625     | 0,19  |        |             |
| Coalició Treballadors per la Democràcia (TD)                                 | 558     | 0,17  |        |             |
| Proyecto Liberal Español (P.LI.E)                                            | 547     | 0,16  |        |             |
| Dissidents (DISSIDENTS)                                                      | 473     | 0,14  |        |             |
| Familia y Vida (PFyV)                                                        | 444     | 0,13  |        |             |
| Partit Illenc de ses Illes Balears (PIIB)                                    | 299     | 0,09  |        |             |
| Movimiento Social Repúblicano (M.S.R)                                        | 298     | 0,09  |        |             |
| Partido Radical Balear (PRB+i)                                               | 200     | 0,06  |        |             |

A part, es varen recomptar 9.278 vots en blanc, que suposaven el 2,71% del total dels sufragis vàlids.

#### Diputats elegits
- José Ramón Bauzá Díaz (PP)
- Maria Salom Coll (PP)
- Álvaro Luis Gijón Carrasco (PP)
- Núria Riera Martos (PP)
- Antoni Pastor i Cabrer (PP)
- Antònia Maria Perelló Jorquera (PP)
- Carlos Delgado Truyols (PP)
- Lourdes Bosch Acarreta (PP)
- José Ignacio Aguiló Fuster (PP)
- Antònia Maria Estarellas Torrens (PP)
- Pere Rotger Llabrés (PP)
- Margalida Prohens Rigo (PP)
- Antonio Gómez Pérez (PP)
- Margalida Serra Cabanellas (PP)
- Rafael Bosch Sans (PP)
- Margarita Isabel Cabrer González (PP)
- Fernando Rubio Aguiló (PP)
- Margalida Duran Cladera (PP)
- Federico Antonio Sbert Muntaner (PP)
- Francesc Antich Oliver (PSIB-PSOE)
- Francesca Lluch Armengol Socias (PSIB-PSOE)
- Lluís Maicas Socias (PSIB-PSOE)
- Lourdes Aguiló Bennàssar (PSIB-PSOE)
- Antoni Diéguez Seguí (PSIB-PSOE)
- Rosamaria Alberdi Castell (PSIB-PSOE)
- Vicenç de Paül Thomàs Mulet (PSIB-PSOE)
- Isabel Maria Oliver Sagreras (PSIB-PSOE)
- Jaume Carbonero Malbertí (PSIB-PSOE)
- Maria Concepció Obrador Guzmán (PSIB-PSOE)
- Gabriel Barceló Milta (PSM-IV-ExM)
- Fina Santiago Rodríguez (PSM-IV-ExM)
- Antoni Alorda Vilarrubias (PSM-IV-ExM)
- Joana Lluïsa Mascaró Melià (PSM-IV-ExM)

### Menorca
| ← Eleccions al Parlament de les Illes Balears, Menorca 22 de maig de 2011 → |        |       |        |      |
| Circumscripció de Menorca (13 escons)                                       |        |       |        |      |
| Partit                                                                      | Vots   | %     | Escons | Dif. |
| Partit Popular (PP)                                                         | 17.482 | 46,15 | 8      | +2   |
| Partit Socialista de les Illes Balears (PSIB-PSOE)                          | 10.255 | 27,07 | 4      | -2   |
| Partit Socialista de Menorca (PSM-EN)                                       | 3.719  | 9,82  | 1      | =    |
| Esquerra de Menorca-Esquerra Unida (EM-EU)                                  | 1.564  | 4,13  |        |      |
| Unió Menorquina (UMe)                                                       | 967    | 2,55  |        |      |
| Ciudadanos en Blanco (CenB)                                                 | 857    | 2,26  |        |      |
| Els Verds de Menorca (E.V.Me)                                               | 640    | 1,69  |        |      |
| Unió des Poble de Ciutadella (U.P.C.M)                                      | 508    | 1,34  |        |      |
| Unión Progreso y Democracia (UPyD)                                          | 406    | 1,07  |        |      |
| Partido Animalista Contra el Maltrato Animal (PACMA)                        | 124    | 0,33  |        |      |
| Unificació Comunista d'Espanya (UCE)                                        | 64     | 0,17  |        |      |

A part, es varen recomptar 1.295 vots en blanc, que suposaven el 3,36% del total dels sufragis vàlids.

#### Diputats elegits
- Santiago Tadeo Florit (PP)
- Margaret Mercadal Camps (PP)
- Antoni Camps Casasnovas (PP)
- María Asunción Pons Fullana (PP)
- José Maria Camps Buenaventura (PP)
- Misericòrdia Sugrañes Barenys (PP)
- Alejandro Sanz Benejam (PP)
- Eulalia Esperanza Llufriu Esteva (PP)
- Joana Barceló Martí (PSIB-PSOE)
- Marc Pons Pons (PSIB-PSOE)
- Cristina Rita Larrucea (PSIB-PSOE)
- Damià Borràs Barber (PSIB-PSOE)
- Joan Manel Martí Llufriu (PSM)

Font: Junta Electoral de les Illes Balears

### Eivissa
| ← Eleccions al Parlament de les Illes Balears, Eivissa 22 de maig de 2011 → |        |       |        |      |
| Circumscripció d'Eivissa (12 escons)                                        |        |       |        |      |
| Partit                                                                      | Vots   | %     | Escons | Dif. |
| Partit Popular (PP)                                                         | 20.690 | 49,87 | 8      | +2   |
| PSOE-Pacte per Eivissa (PSOE-PACTE)                                         | 12.691 | 30,60 | 4      | -2   |
| Eivissa pel Canvi (ExC)                                                     | 2.069  | 4,99  |        |      |
| Nova Alternativa (NOV-A)                                                    | 1.754  | 4,23  |        |      |
| Unión Progreso y Democracia (UPyD)                                          | 982    | 2,37  |        |      |
| Eivissa Sostenible (ESOS)                                                   | 902    | 2,17  |        |      |
| Eivissa Nacionalista Ecologista (ENE)                                       | 566    | 1,36  |        |      |
| Partido Animalista Contra el Maltrato Animal (PACMA)                        | 200    | 0,48  |        |      |

A part, es varen recomptar 1.631 vots en blanc, que suposaven el 3,86% del total dels sufragis vàlids.

#### Diputats electes
- Pere Palau Torres (PP)
- Carmen Castro Gandasegui (PP)
- Vicent Serra Ferrer (PP)
- María Virtudes Marí Ferrer (PP)
- Miquel Àngel Jerez Juan (PP)
- Carolina Torres Cabañero (PP)
- Josep Torres Cardona (PP)
- Catalina Palau Costa (PP)
- Xico Tarrés i Marí (PSOE-Pacte per Eivissa)
- Pilar Costa Serra (PSOE-Pacte per Eivissa)
- Joan Boned Roig (PSOE-Pacte per Eivissa)
- Esperança Marí Mayans (PSOE-Pacte per Eivissa)

Font: Junta Electoral de les Illes Balears

### Formentera
| ← Eleccions al Parlament de les Illes Balears, Formentera 22 de maig de 2011 → |       |       |        |      |
| Circumscripció de Formentera (1 escó)                                          |       |       |        |      |
| Partit                                                                         | Vots  | %     | Escons | Dif. |
| Gent per Formentera - PSOE (GxF-PSOE-)                                         | 1.900 | 53,99 | 1      | +1   |
| Sa Unió (SA UNIÓ)                                                              | 1.352 | 38,42 |        | -1   |
| Partit Renovador d'Eivissa i Formentera (PREF)                                 | 135   | 3,84  |        |      |
| Partido Animalista Contra el Maltrato Animal (PACMA)                           | 54    | 1,53  |        |      |

A part, es varen recomptar 78 vots en blanc, que suposaven el 2,18% del total dels sufragis vàlids.

#### Diputats elegits
- Jaume Ferrer Ribas (GxF - PSOE)

Font: Junta Electoral de les Illes Balears

## Consells Insulars
- Eleccions al Consell de Mallorca
- Eleccions al Consell de Menorca
- Eleccions al Consell d'Eivissa
- Eleccions al Consell de Formentera